# ブラウン・ベス

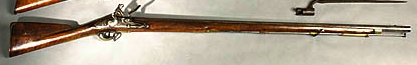
短筒陸上式マスケット銃

ブラウン・ベス（Brown Bess）は、18世紀イギリス陸軍の制式マスケット銃とその派生型に付いたニックネーム。起源は不明。75口径(19.05mm)フリントロック式である。
イギリス帝国時代に使用され、兵器としての活躍はもちろん、やがてイギリス陸軍を象徴する装備として兵器史に名を残した。一世紀以上にわたって使用されたため、外見が多かれ少なかれ変化を遂げており、代表的なバージョンには、長筒陸上式、短筒陸上式、インド式、新陸上式マスケット銃、海上用マスケット銃などが挙げられる。
この銃が広汎に使用された戦争として名高いのがアメリカ独立戦争である。イギリス軍はもちろん、アメリカ側のほとんどの男性市民は民兵としてマスケット銃の所有を法的に義務付けられていたため、この銃は両方の軍で主要な装備となった。
1722年の採用から長く英陸軍の制式兵器を務めてきたこの銃だが、イギリス軍の兵器開発陣はフリントロック式銃の機関部を雷管使用の弾丸に対応したものに改造し、1839年型マスケット銃として送り出した。速やかに部隊に行き届かせるため新造だけでなく既製の小銃も機関部の改造が施されることになったが、1841年に兵器庫があったロンドン塔に火災が発生、改造を控えていた多数のマスケット銃が焼失したこともある。
最終的にブラウン・ベスは19世紀の中ごろまで使用された。一部の銃は1857年のインド大反乱時に使用され、他にもメキシコに輸出され、1836年のテキサス革命や1846年から1848年の米墨戦争でメキシコ軍に使用された。

## 名前の起源
一説によれば、本銃の名称はエリザベス1世にちなんで名付けられたというが、裏付けには乏しい。ロイヤル・アーマリーズのジョナサン・ファーガソン氏は、この名前は少なくとも1760年代までさかのぼって存在するものであり、当時の資料にも登場する"ブラウン・ベス"と呼ばれる愛人、売春婦の俗称から採用されたものであるという説を立てている。彼は以前から有力視されていた他の説の多くを証拠とともに否定している。

## ランドパターン・マスケット
17世紀から18世紀初頭までの間、ほとんどの国が軍用銃器の規格を定めていなかった。銃器は、1745年頃までは将校や連隊が個人的に調達しており、彼ら個人の好みに合わせて作られることが多かった。戦場で銃器が活躍するようになると、規格がないために弾薬や修理用具を他の隊と共有することが困難になってしまった。そのため、軍は画一化された規格に沿った銃器を採用するようになった。
ブラウン・ベスの銃身、閉鎖機構、スリング用の金具など応力のかかる部分は鉄製が基本であり、バットプレート、トリガーガード、ラムロッド・パイプなどその他の部品は鉄や真鍮で作られていた。重量は約4.5kgで、17インチ（432mm）の銃剣を装備することが可能であった。銃剣の突起が雑なフロントサイトとして機能したが、この銃には照準器がなかった。
本銃の命中精度は、他のマスケットライフルと同様にそれほど良いものではなかった。1811年、ロンドンで本銃の試射が行われた。標的は歩兵や騎兵の隊列と同じ大きさの木の盾であった。試射の結果は、100ヤード（91.44m）で53％命中、200ヤード（182.88m）で30％命中、300ヤード（274.32m）で23％命中というものであった。ブラウン・ベスの命中率は、18世紀から19世紀にかけての他のスムースボア・マスケットのほとんどに匹敵するものであった。しかし、これはほとんど訓練を受けていない一般兵士が撃った結果であることを念頭に置くべきである。本銃を持っていた兵士のほとんどはもっと訓練を受けており、正確な射撃を教えられていた。
ブラウン・ベスはその有効射程圏内であれば致命的な威力を発揮した。18世紀半ば、ロバートソンはマスケット銃の弾速を弾道振子で測定した。彼によると、マスケット弾の速度は、毎秒1804フィート（550m/s）程度であった。つまり、マスケットの銃口エネルギーは約3,500〜4,000Jであり、これは現代の7.62x51mm NATO弾のエネルギーに匹敵するものであった。